# Exetastes bilineatus
Exetastes bilineatus är en stekelart som beskrevs av Johann Ludwig Christian Gravenhorst 1829. Exetastes bilineatus ingår i släktet Exetastes och familjen brokparasitsteklar. Utöver nominatformen finns också underarten E. b. obscurus.